# Sadko (film)
Sadko (Russisch: Садко) is een Russische avonturenfilm uit 1953, gebaseerd op de gelijknamige Russische held. De film werd geregisseerd door Aleksandr Ptoesjko.

## Synopsis
Sadko probeert weer geluk te brengen bij zijn volk. Aanvankelijk probeert hij dit door geld en voorwerpen te geven aan de armen. Wanneer dat maar ten dele werkt, begint hij met een zoektocht naar de legendarische blauwe vogel van het geluk.

## Rolverdeling
| Acteur              | Personage                  |
| ------------------- | -------------------------- |
| Sergej Stoljarov    | Sadko                      |
| Alla Larionova      | Ljoebava                   |
| Jelena Mysjkova     | Prinses van het Meer Ilmen |
| B. Soerovtsev       | Ivasjka                    |
| Michail Trojanovski | Trifon                     |
| Nadir Malisjevski   | Vjasjta                    |
| Nikolaj Krjoetsjkov | Omeljan Danilovitsj        |
| Ivan Pereverzev     | Timofej Larionovitsj       |
| Joeri Leonidov      | Koezma Larionovitsj        |

## Achtergrond
De film werd in 1962 ook in Amerika uitgebracht. Hierin werd de held veranderd in Sindbad de Zeeman, en kreeg de film als titel The Magic Voyage of Sinbad. Onder die naam werd de film bespot in de cultserie Mystery Science Theater 3000.

## Prijzen en nominaties
- In 1953 won Sadko de Zilveren Leeuw op het Filmfestival van Venetië.
- Datzelfde jaar werd de film genomineerd voor een Gouden Leeuw, maar won deze niet.